# Another Scoop
Another Scoop é uma coletânea de Pete Townshend. Serve como uma espécie de sequência a Scoop e, assim como ele, traz material inédito, sobras de estúdio e demos, muitas das quais de canções lançadas pelo The Who. 
| Críticas profissionais                                                      | Críticas profissionais |
| Avaliações da crítica                                                       | Avaliações da crítica  |
| Fonte                                                                       | Avaliação              |
| --------------------------------------------------------------------------- | ---------------------- |
| Allmusic                                                                    | [ 1 ]                  |
| Rolling Stone                                                               | (favorável)            |
| Esta tabela precisa de ser acompanhada por texto em prosa. Consulte o guia. |                        |

## Faixas
1. "You Better You Bet" (5:19)
2. "Girl in a Suitcase" (3:26)
3. "Brooklyn Kids" (4:49)
4. "Pinball Wizard" (3:00)
5. "Football Fugue" (3:25)
6. "Happy Jack" (2:15)
7. "Substitute" (3:35)
8. "Long Live Rock" (3:47)
9. "Call Me Lightning" (2:12)
10. "Holly Like Ivy" (2:54)
11. "Begin the Beguine" (4:10)
12. "Vicious Interlude" (0:22)
13. "La La La Lies" (1:58)
14. "Cat Snatch" (3:22)
15. "Prelude #556" (1:19)
16. "Baroque Ippenese" (2:25)
17. "Praying the Game" (4:17)
18. "Drifting Blues" (3:17)
19. "Christmas" (1:57)
20. "Pictures of Lily" (2:50)
21. "Don't Let Go the Coat" (4:00)
22. "The Kids Are Alright" (2:58)
23. "Prelude, The Right to Write" (1:36)
24. "Never Ask Me" (4:24)
25. "Ask Yourself" (4:30)
26. "The Ferryman" (5:46)
27. "The Shout" (3:52)